# Edvard Fendler
Edvard Fendler (geboren 22. Januar 1902 in Leipzig; gestorben 1. Juli 1987) war ein deutscher Dirigent.

## Leben
Edvard Fendler studierte am Stern’schen Konservatorium Dirigat bei Gustav Brecher und privat bei Wilhelm Klatte und Hugo Leichtentritt. Er debütierte 1927 in Köln. Er leitete von 1930 bis 1933 das Symphonie-Kammerorchester in Berlin. 
Nach der Machtübergabe an die Nationalsozialisten 1933 emigrierte er in die Niederlande und 1934 nach Frankreich. 1941 gelang ihm die Flucht in die Dominikanische Republik, wo er von 1942 bis 1944 Dirigent des Sinfonieorchesters von Ciudad Trujillo wurde. Ab 1952 dirigierte er das Sinfonieorchester von Mobile in Alabama, von 1957 bis 1970 war er Leiter der Symphony of Southeast Texas. Er nahm bei den Plattenlabels His Master’s Voice, L'Oiseau-Lyre und Vox en Boîte à Musique auf, wobei er unbekannte Kompositionen bevorzugte.